# 曼努埃尔·费拉拉

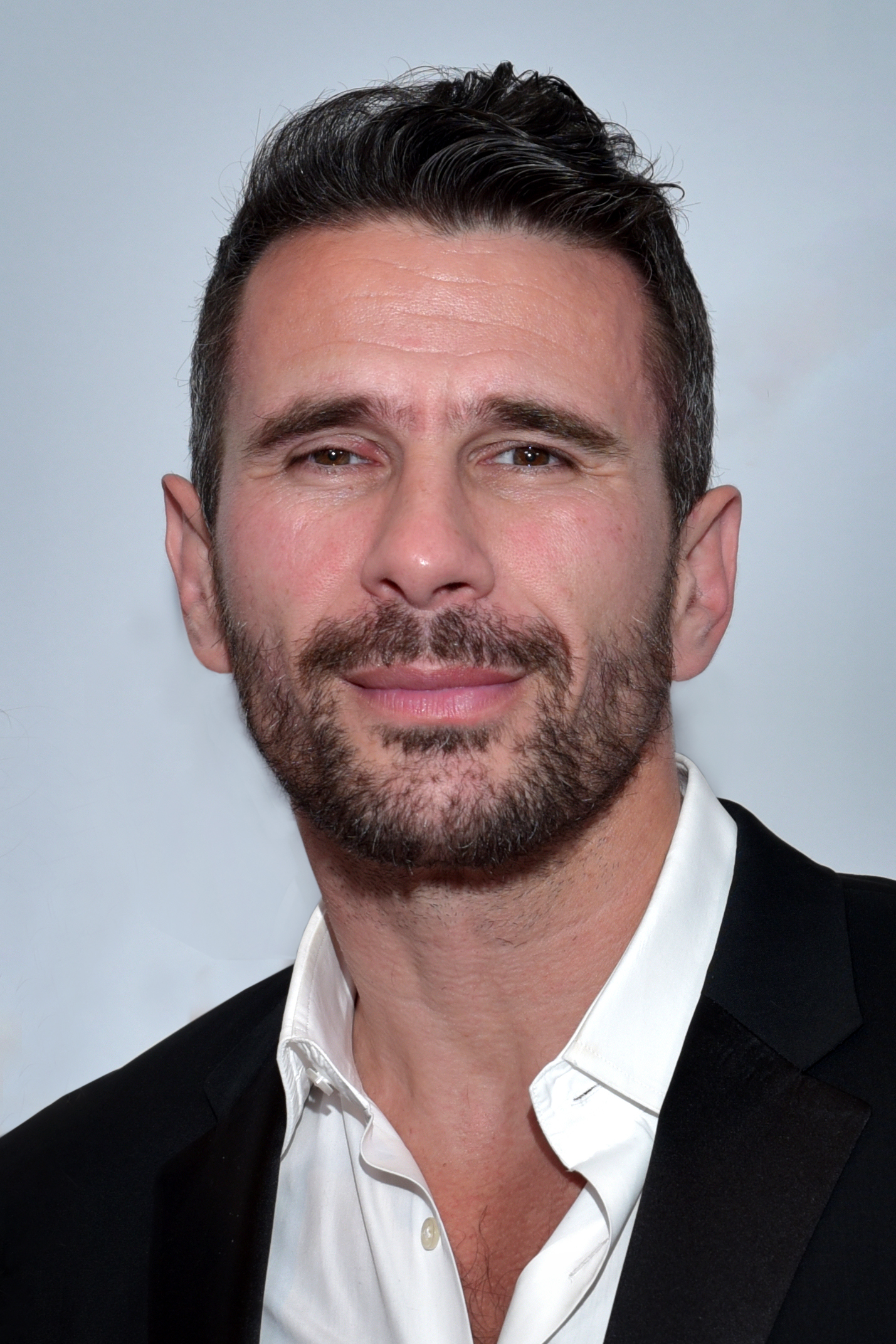
曼努埃尔·费拉拉

曼努埃尔·费拉拉（1975年11月1日—）是法国色情演員兼导演。1997年，费拉拉為一家法国色情杂志拍攝广告，開啟了他色情演員的道路。 此後他出演了多部法国和欧洲色情影片。费拉拉曾赢得包括六次AVN奖年度最佳男演员奖在內的至少64个成人影視业奖项。